# 常盤平けやき通り
常盤平けやき通り（ときわだいらけやきどおり）は、千葉県松戸市にあるケヤキの並木道である。

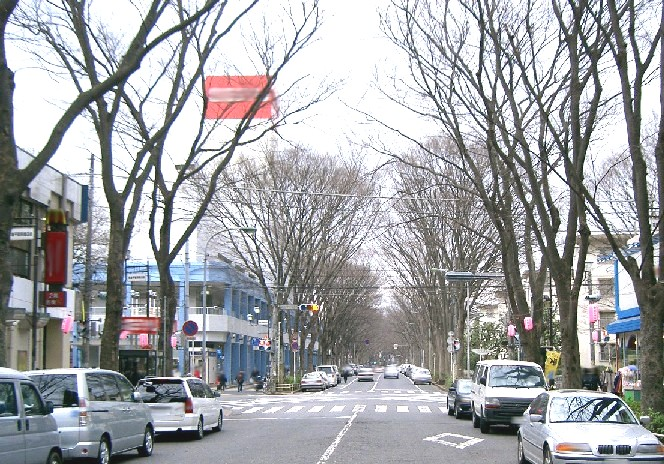
常盤平けやき通り

## 概要
常盤平さくら通り入り口から、常盤平団地公団入り口付近までほぼ南北にのびる、総延長約1キロメートルの並木道である。緑のトンネルのように感じられる通りは、人々に親しまれており、商店街も形成されている。この通りに植えられているケヤキの総本数は181本である。1994年（平成6年）11月30日に、読売新聞創刊120周年を記念して選定実施された、「新日本の街路樹100景」に選定されたことが、読売新聞朝刊で発表されている。「日本の道100選」に選定された「常盤平さくら通り」と、この「常盤平けやき通り」は交差しており、美しい景観となっている。

## 歴史
1961年（昭和36年）、当時、田畑や林しかなかった常盤平に、大規模な公団住宅・常盤平が完成し、その中央を貫くメインストリートにケヤキが植えられ、常盤平けやき通りとなった。植樹の際、ケヤキは、2.5mくらいの苗木を全国探し歩いて集めたという。常盤平団地造成の際に街路樹として植えられたケヤキは、2017年現在、立派な大木となり並木道を形成している。

## 周辺
- 常盤平団地
- 子和清水 (松戸市)
- 松戸市立常盤平中学校
- 常盤平さくら通り（日本の道100選）

## アクセス
京成松戸線常盤平駅